# ラカリフォルニア駅

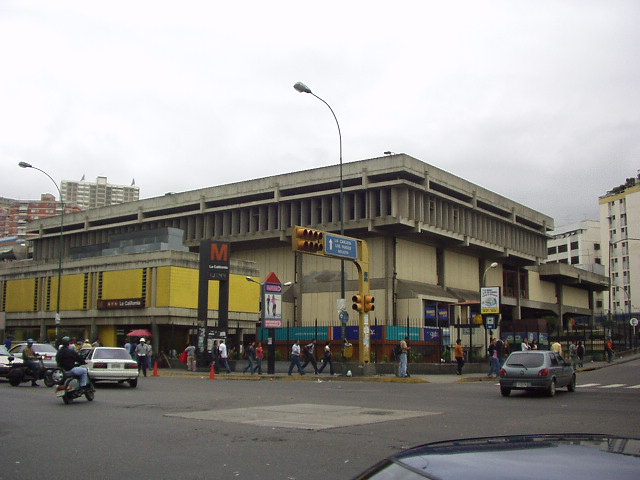
南東から見た駅出口（2004年6月）

ラ・カリフォルニア駅（ラ・カリフォルアえき、Estación La California）はベネズエラのカラカスにあるカラカス地下鉄1号線の地下鉄駅である。ミランダ州スクレ市ペタレ区に位置する。

## 駅の構造
ホームは島式1面2線。フランシスコ・デ・ミランダ通りの下にあり、出口はこの通りにそってある。

## 駅の周辺
フランシスコ・デ・ミランダ通りに面して業務ビルとショッピングセンターがあり、周辺には高層住宅と中流の住宅街が広がる。南約300メートルにカリフォルニア広場がある。

## 歴史
- 1989年11月19日 1号線の延長により開業した。[1]

## 隣の駅
ロス・コルティホス駅 - ラ・カリフォルニア駅 - ペタレ駅